# John Kogut
John Benjamin Kogut (* 6. März 1945 in Brooklyn) ist ein US-amerikanischer theoretischer Physiker.
Kogut promovierte 1971 an der Stanford University bei James Bjorken mit der Arbeit Quantum Electrodynamics at Infinite Momentum: Applications to High Energy Scattering und war danach bis 1973 am Institute for Advanced Study. Er ist Professor für Physik am Loomis Laboratory an der University of Illinois in Urbana-Champaign.
Kogut beschäftigte sich mit dem Partonenbild in der Hochenergiestreuung, dem Lichtfrontformalismus und  Quantenchromodynamik, insbesondere auch in der Gitterformulierung, bei der er mit Kenneth Wilson und Leonard Susskind schon in den 1970er Jahren zusammenarbeitete.
1976 bis 1978 war er Sloan Research Fellow. 1982 wurde er Fellow der American Physical Society.

## Schriften
- mit Leonard Susskind: Hamiltonian formulation of Wilsons Lattice gauge theory, Physical Review D, Bd. 11, 1975, S. 395–408
- Introduction to Lattice gauge theory and spin systems, Reviews of Modern Physics, Bd. 51, 1979, S. 659–713
- mit Kenneth Wilson: The Renormalization Group and the {\displaystyle \epsilon }-Expansion, Physics Reports, Bd. 12, 1975, S. 75
- mit Leonard Susskind: Everything you always wanted to know about partons, but were afraid to ask, Physics Reports Bd. 8, 1973, S. 75
- mit Michail Stephanov: The phases of Quantum Chromodynamics, Cambridge University Press 2004
- Introduction to relativity, Academic Press 2001